# Rhododendron sikayotaizanense
Rhododendron sikayotaizanense är en ljungväxtart som beskrevs av Masamune. Rhododendron sikayotaizanense ingår i släktet rododendron, och familjen ljungväxter. Inga underarter finns listade i Catalogue of Life.